# Grandson (альбом)
Grandson — третій студійний альбом американського репера King Von, виданий 14 липня 2023 року на лейблах Only the Family та Empire Distribution. Другий посмертний.
Не є сиквелом до мікстейпу Grandson, Vol. 1 (2019), названому на честь прізвиська Вона (укр. «Онук»), даного йому у в'язниці через схожість із Девідом Барксдейлом, засновником чиказької банди Black Disciples. На обкладинці зазначено: «An Album By King Von». 
Як обкладинку використано світлину сина репера, Дейвона Беннетта-молодшого, який зображує Вона в дитинстві, з такими ж кольоровими дредами й у такому ж стилі одягу. Обоє народилися 9 серпня. На Apple Music альбом має анімовану обкладинку.
Оригінальна версія «Don't Miss» має також куплети YoungginFrmDaJetz та DqFrmDaO. «From the Hood» має той самий інструментал що й «Did That Did That» у виконанні Yung Bans. Оригінал «Heartless» не має куплета Tee Grizzley та має інший біт. Продюсер: Зевієр Ерл.

## Реліз і просування
У січні 2023 року менеджер 100K на своїй Instagram-сторінці анонсував вихід наступної платівки того ж року й запитав, яку назву дав би їй сам Вон. Альбом оголошено 30 червня 2023 року через Instagram-сторінку репера. Над проєктом працювали найближчі соратники Вона та його матір. 7 липня в Instagram-сторінці з'явився список пісень і запрошених гостей. Одночасно їх анонсували на біґбордах у Нью-Йорці.
Перший сингл «Robberies» анонсовано 20 червня 2023 року й випущено трьома днями пізніше, після чого за кілька годин відбувся реліз відповідного кліпу. King Von не знявся у відео. Другий сингл «Heartless» з участю Tee Grizzley випущено 7 липня, включаючи офіційний візуалізатор на YouTube, за тиждень до самого альбому. Кліп «Don't Miss» вийшов одночасно з релізом альбому 14 липня. У відео знявся King Von.

## Комерційний успіх
Наступного дня після виходу, 15 липня, Grandson посів 1-шу сходинку чарту Apple Music у розділі «Усі жанри».
Платівка дебютувала на 14-му місці Billboard 200 з вислідом у 30 302 еквівалентних альбомних одиниць: 28 050 — від стрімінґових прослуховувань, 2 191 тис. — від чистого продажу альбому й 61 — від еквівалентних трекових альбомів. На другий тиждень Grandson зайняв 87-му сходинку, на третій тиждень — 196-ту.

## Список пісень
| #     | Назва                                                   | Автор                                            | Продюсер(и)                 | Тривалість |
| ----- | ------------------------------------------------------- | ------------------------------------------------ | --------------------------- | ---------- |
| 1.    | «Don't Miss»                                            | Дейвон Беннетт Джейкоб Кенеді Пол Вільямс        | ATL Jacob Mac Fly           | 2:02       |
| 2.    | «Real Oppy» (з участю G Herbo)                          | Беннетт Герберт Райт III Чендлер Інґрем Тадж Вон | Ghostrage Tahj Money        | 2:42       |
| 3.    | «HitMan»                                                | Беннетт Даррелл Джексон                          | Chopsquad DJ                | 1:58       |
| 4.    | «Phil Jackson» (разом із Polo G)                        | Беннетт Торус Бартлетт Скотт Сторч Рей Фрейсер   | Storch IllaDaProducer       | 2:48       |
| 5.    | «Robberies»                                             | Беннетт Кенеді                                   | ATL Jacob                   | 2:08       |
| 6.    | «From the Hood» (разом із Lil Durk)                     | Беннетт Дерк Бенкс Джексон                       | Chopsquad DJ                | 3:24       |
| 7.    | «Pressure»                                              | Беннетт Джексон Деундраеус Портіс                | Chopsquad DJ Twysted Genius | 2:52       |
| 8.    | «Jimmy»                                                 | Беннетт Девід Морс Вон                           | Morse Tahj Money            | 2:12       |
| 9.    | «Heartless» (разом із Tee Grizzley)                     | Беннетт Террі Воллес-мл. Джексон                 | DJ Bandz Chopsquad DJ       | 2:46       |
| 10.   | «Jealous» (разом із BreezyLyn та Tink)                  | Беннетт Бреоніка Сміт Трініті Гоум Веслі Ґлесс   | Wheezy                      | 4:10       |
| 11.   | «Act Up»                                                | Беннетт Джексон                                  | Chopsquad DJ                | 2:40       |
| 12.   | «Think I'm a Hoe»                                       | Беннетт Джексон                                  | Chopsquad DJ                | 2:11       |
| 13.   | «All We Do Is Drill»                                    | Беннетт Джексон                                  | Chopsquad DJ                | 2:45       |
| 14.   | «GangLand» (з участю 42 Dugg)                           | Беннетт Діон Гейс Джошуа Луеллен                 | Southside                   | 2:57       |
| 15.   | «Out of the Streets» (з участю Moneybagg Yo та Hotboii) | Беннетт Демаріо Вайт-мл. Джаваррі Вокер Джексон  | Chopsquad DJ                | 3:47       |
| 16.   | «When I Die»                                            | Беннетт Джексон                                  | Chopsquad DJ                | 2:08       |
| 17.   | «Family Dedication 2»                                   | Беннетт Raw Equity                               | Raw Equity                  | 2:27       |
| 45:56 |                                                         |                                                  |                             |            |

## Чартові позиції
| Чарт (2023)                             | Найвища позиція |
| --------------------------------------- | --------------- |
| Канада Canadian Albums (Billboard)      | 31              |
| Нова Зеландія New Zealand Albums (RMNZ) | 30              |
| США Billboard 200                       | 14              |
| США Independent Albums (Billboard)      | 2               |
| США Top R&B/Hip-Hop Albums (Billboard)  | 1               |